# Futbol Club Ordino
Il Futbol Club Ordino, meglio conosciuto come Ordino, è una società calcistica andorrana con sede nella città omonima. Milita nella Primera Divisió, la massima divisione del campionato andorrano.

## Storia
Fondato nel 2010 come accademia di calcio, l'Ordino attualmente gioca la Primera Divisió, dopo essere stato ammesso dai club della lega nel 2012. Nel maggio 2013, Ordino è stato promosso nella massima divisione, dopo aver vinto tutte le partite giocate nella Segona Divisió. Il calciatore argentino Javier Saviola si è unito come vice allenatore in settembre nel 2016. Il club ha raggiunto con successo due semifinali di Copa Constitució durante la stagione 2014-15, contro i Lusitans, e nella stagione 2016-17, contro Sant Julià. Nella stagione 2016-2017 sono stati retrocessi in Segona Divisió nei playout persi per 3–5 contro la Penya Encarnada d'Andorra. Alla fine della stagione 2017-18 la compagine di Ordino ritorna in Primera Divisió dopo aver concluso al primo posta la Segona Divisió. Due anni dopo retrocede nuovamente in seconda serie, ma la risalita sarà immediata, al termine della stagione 2020-2021.
L'Ordino è stato spesso considerato un esempio di club giovane ma ambizioso e di successo.

## Colori e simboli

### Colori
I colori della maglia dell'Ordino sono l’arancione ed il nero.

### Simboli ufficiali

#### Stemma
Il simbolo dell'Ordino è composto da un pallone da calcio, con lo sfondo composto da un cielo blu, una montagna bianca ed un prato verde, il tutto contornato dal nome del club.

## Strutture

### Stadio
L'Ordino gioca le partite casalinghe allo stadio Centre Esportiu d'Ordino.

## Allenatori e presidenti
| Allenatori - 2012-2013 Carlos Sánchez Muñoz - 2013 Carles Vallverdú - 2013 Salvador Estruch - 2013-2014 José Luis Duque - 2014 Víctor Manuel Torres Mestre - 2014-2015 José Quereda - 2015-2016 Miguel Ángel Lozano - 2016-... Paco Domingo | Presidenti - 2010-... David Urrea Ribera |

## Palmarès

### Competizioni nazionali
- Segona Divisió: 3

2012-2013, 2017-2018, 2020-2021

### Altri piazzamenti
- Copa Constitució

semifinale: 2014-2015, 2016-2017

## Organico

### Rosa 2019-2020
| N. |                        | Ruolo | Calciatore        |
| -- | ---------------------- | ----- | ----------------- |
| 1  | Andorra (bandiera)     | P     | Francisco Domingo |
| 2  | Andorra (bandiera)     | C     | Jordi Xapell      |
| 3  | Andorra (bandiera)     | D     | Rui Filipe        |
| 4  | Ucraina (bandiera)     | D     | Levan Makharadze  |
| 7  | Stati Uniti (bandiera) | D     | Mark Withers      |
| 8  | Andorra (bandiera)     | A     | Sebastià Bertran  |
| 9  | Andorra (bandiera)     | A     | Joel Martínez     |
| 10 | Spagna (bandiera)      | A     | Cristian Hidalgo  |
| 11 | Andorra (bandiera)     | D     | Rodrigo Varela    |

| N. |                       | Ruolo | Calciatore         |
| -- | --------------------- | ----- | ------------------ |
| 14 | Andorra (bandiera)    | A     | Eric Cadí          |
| 16 | Andorra (bandiera)    | C     | José Guerra        |
| 17 | Portogallo (bandiera) | D     | Alexandre Alfaiate |
| 19 | Andorra (bandiera)    | C     | Noham Pereira      |
| 21 | Argentina (bandiera)  | C     | Lautaro García     |
| 22 | Francia (bandiera)    | C     | Jean Mavinga       |
| -  | Marocco (bandiera)    | P     | Ayoub Jilali       |
| -  | Andorra (bandiera)    | A     | Gil Tudó           |